# Irish Masters 1990
Das Benson & Hedges Irish Masters 1990 war ein Snooker-Turnier im Rahmen der Snooker Main Tour der Saison 1989/90. Das Einladungsturnier wurde vom 27. März bis 1. April im Goffs in Kill bei Dublin ausgetragen. Die Arena des Pferdeauktionators war zum 13. Mal Veranstaltungsort des Traditionsturniers.
Vorjahressieger Alex Higgins verlor diesmal sein Auftaktmatch gegen seinen Landsmann Dennis Taylor. Er war erst der zweite Ire, der anschließend auch das Finale erreichte. Sieger wurde aber der Weltranglistenerste Steve Davis, der das Turnier bereits zum fünften Mal gewann. Er besiegte Taylor im Endspiel mit 9:4.

## Preisgeld
Fast 38.000 £ gab es in diesem Jahr mehr für die Teilnehmer als beim Vorjahresturnier. Das war bis dahin der größte Sprung beim Preisgeld. Fast 10.000 £ bekam alleine der Sieger mehr, etwas mehr als 7.000 £ waren es beim unterlegenen Finalisten. Entsprechend weniger waren es bei den weiteren Platzierungen, die Erstrundenverlierer bekamen für ihre Teilnahme etwa 1.300 £ mehr.
| Platzierung    | Preisgeld |
| -------------- | --------- |
| Sieger         | 37.000 £  |
| Finale         | 23.000 £  |
| Halbfinale     | 15.000 £  |
| Viertelfinale  | 8.500 £   |
| Runde 1        | 5.500 £   |
| Höchstes Break | 4.000 £   |
| Insgesamt      | 150.000 £ |

## Finalrunde
Außer dem Titelverteidiger Alex Higgins aus Nordirland, inzwischen auf Platz 24 der Weltrangliste zurückgefallen, traten auch die Top 11 vollständig an. Higgins und die Top 3 waren für die zweite Runde gesetzt. Die übrigen Teilnehmer spielten in Runde 1 um den Viertelfinaleinzug. Das Turnier begann im Modus Best of 9, im Halbfinale wurde erhöht auf Best of 11. Im Finale benötigte man dann 9 Frames zum Sieg (Best of 17).
|  | Runde 1 (Best of 9) | Runde 1 (Best of 9) | Runde 1 (Best of 9) |    |                 | Viertelfinale (Best of 9) | Viertelfinale (Best of 9) | Viertelfinale (Best of 9) |   |                 | Halbfinale (Best of 11) | Halbfinale (Best of 11) | Halbfinale (Best of 11) |  |  | Finale (Best of 17) | Finale (Best of 17) | Finale (Best of 17) |
|  |                     |                     |                     |    |                 |                           |                           |                           |   |                 |                         |                         |                         |  |  |                     |                     |                     |
|  |                     |                     |                     |    |                 | 1                         | Alex Higgins              | 2                         |   |                 |                         |                         |                         |  |  |                     |                     |                     |
|  | 8                   | Cliff Thorburn      | 4                   |    |                 | 1                         | Alex Higgins              | 2                         |   |                 |                         |                         |                         |  |  |                     |                     |                     |
|  | 8                   | Cliff Thorburn      | 4                   | 9  | Dennis Taylor   | 5                         |                           |                           |   |                 |                         |                         |                         |  |  |                     |                     |                     |
|  | 9                   | Dennis Taylor       | 5                   | 9  | Dennis Taylor   | 5                         |                           |                           | 9 | Dennis Taylor   | 6                       |                         |                         |  |  |                     |                     |                     |
|  | 9                   | Dennis Taylor       | 5                   |    |                 |                           |                           |                           | 9 | Dennis Taylor   | 6                       |                         |                         |  |  |                     |                     |                     |
|  |                     |                     |                     |    | 5               | Jimmy White               | 5                         |                           |   |                 |                         |                         |                         |  |  |                     |                     |                     |
|  |                     |                     |                     | 4  | 5               | Jimmy White               | 5                         | Stephen Hendry            | 2 |                 |                         |                         |                         |  |  |                     |                     |                     |
|  | 5                   | Jimmy White         | 5                   | 4  |                 |                           |                           | Stephen Hendry            | 2 |                 |                         |                         |                         |  |  |                     |                     |                     |
|  | 5                   | Jimmy White         | 5                   | 5  | Jimmy White     | 5                         |                           |                           |   |                 |                         |                         |                         |  |  |                     |                     |                     |
|  | 12                  | Joe Johnson         | 4                   | 5  | Jimmy White     | 5                         |                           |                           | 9 | Dennis Taylor   | 4                       |                         |                         |  |  |                     |                     |                     |
|  | 12                  | Joe Johnson         | 4                   |    |                 |                           |                           |                           | 9 | Dennis Taylor   | 4                       |                         |                         |  |  |                     |                     |                     |
|  |                     |                     |                     |    | 2               | Steve Davis               | 9                         |                           |   |                 |                         |                         |                         |  |  |                     |                     |                     |
|  |                     |                     |                     | 3  | 2               | Steve Davis               | 9                         | John Parrott              | 3 |                 |                         |                         |                         |  |  |                     |                     |                     |
|  | 6                   | Terry Griffiths     | 5                   | 3  |                 |                           |                           | John Parrott              | 3 |                 |                         |                         |                         |  |  |                     |                     |                     |
|  | 6                   | Terry Griffiths     | 5                   | 6  | Terry Griffiths | 5                         |                           |                           |   |                 |                         |                         |                         |  |  |                     |                     |                     |
|  | 11                  | Doug Mountjoy       | 1                   | 6  | Terry Griffiths | 5                         |                           |                           | 6 | Terry Griffiths | 3                       |                         |                         |  |  |                     |                     |                     |
|  | 11                  | Doug Mountjoy       | 1                   |    |                 |                           |                           |                           | 6 | Terry Griffiths | 3                       |                         |                         |  |  |                     |                     |                     |
|  |                     |                     |                     |    | 2               | Steve Davis               | 6                         |                           |   |                 |                         |                         |                         |  |  |                     |                     |                     |
|  |                     |                     |                     | 2  | 2               | Steve Davis               | 6                         | Steve Davis               | 5 |                 |                         |                         |                         |  |  |                     |                     |                     |
|  | 7                   | Mike Hallett        | 1                   | 2  |                 |                           |                           | Steve Davis               | 5 |                 |                         |                         |                         |  |  |                     |                     |                     |
|  | 7                   | Mike Hallett        | 1                   | 10 | Willie Thorne   | 3                         |                           |                           |   |                 |                         |                         |                         |  |  |                     |                     |                     |
|  | 10                  | Willie Thorne       | 5                   | 10 | Willie Thorne   | 3                         |                           |                           |   |                 |                         |                         |                         |  |  |                     |                     |                     |
|  | 10                  | Willie Thorne       | 5                   |    |                 |                           |                           |                           |   |                 |                         |                         |                         |  |  |                     |                     |                     |

## Finale
Bis auf 1979 war Dennis Taylor jedes Mal beim Irish Masters dabei gewesen, aber erst im 12. Anlauf schaffte er es bis ins Finale. Steve Davis war erst seit 1981 dabei, hatte aber schon in seinem zweiten Jahr das Finale erreicht und danach vier der nächsten sechs Ausgaben des Turniers gewonnen. Es war bereits sein fünftes Endspiel in dieser Saison, drei Titel hatte er schon gewonnen. Taylor hatte vor knapp eineinhalb Jahren das letzte Mal bei der Matchroom Professional Championship im Finale gestanden und gegen Davis verloren, 1987 hatte er sein letztes Turnier gewonnen. 1987 hatte er auch zum letzten Mal gegen Davis gewonnen, seitdem hatte der Engländer sechs Mal in Folge den direkten Vergleich für sich entschieden.
Davis war also deutlicher Favorit und wurde dieser Rolle auch gerecht. Mit 3:1 und 6:2 lag er nach jeweils einer Hälfte der ersten Session vorne. Am Abend schaffte es Taylor trotz 50 erzielten Punkten nicht, den ersten Frame zu gewinnen, was schon so etwas wie eine Vorentscheidung war. Davis erhöhte danach auf 8:2 und benötigte damit nur noch einen Frame zum Sieg. Taylor gelang kein spektakuläres Comeback mehr wie bei ihrem berühmten WM-Finale 1985, er betrieb nur noch Ergebniskosmetik, indem er die nächsten beiden Frames gewann, dann vollendete aber Davis mit einem 84-Punkte-Break zum 9:4-Sieg. Schon vorher war er Rekordsieger des Turniers gewesen und erhöhte damit auf fünf Siege vor Terry Griffiths mit drei Irish-Masters-Titeln.
| Finale: Best of 17 Frames Goffs, Kill, Irland, 1. April 1990                                                                           |                |             |
| Dennis Taylor | 4:9            | Steve Davis |
| Nachmittag: 0:79, 72:36, 0:78 (77), 19:73, 79:1 (79), 14:89, 42:84, 32:63 (51); Abend: 49:71 (50), 13:63, 71:46 (66), 75:43, 7:84 (84) |                |             |
| 65 | Höchstes Break | 97          |
| – | Century-Breaks | –           |
| 2 | 50+-Breaks     | 5           |

## Höchste Breaks
Century-Breaks wurden in diesem Jahr knapp verpasst. Willie Thorne und John Parrott schafften beide jeweils im Viertelfinale ein Break von 99 Punkten. Sie teilten sich deshalb die Prämie von 4.000 £ für das höchste Turnierbreak. Insgesamt 5 Breaks von 90 oder mehr Punkten wurden in den 11 Turnierpartien erzielt.